# Дворищенська сільська рада
Дворищенська сільська рада — колишня адміністративно-територіальна одиниця та орган місцевого самоврядування у Хорошівському (Кутузівському, Володарському, Володарсько-Волинському) і Черняхівському районах Коростенської і Волинської округ, Київської й Житомирської областей Української РСР та України з адміністративним центром у с. Дворище.

## Населені пункти
Сільській раді були підпорядковані населені пункти:
- с. Дворище
- с. Заздрівка
- с. Солодирі

## Населення
Кількість населення ради, станом на 1923 рік, становила 1 768 осіб, кількість дворів — 297.
Відповідно до результатів перепису населення СРСР, кількість населення ради, станом на 12 січня 1989 року, становила 1 193 особи.
Станом на 5 грудня 2001 року, відповідно до перепису населення України, кількість мешканців сільської ради становила 1 201 особу.

## Склад ради
Рада складалася з 15 депутатів та голови.

## Керівний склад сільської ради
| ПІБ                        | Основні відомості                                                  | Дата обрання | Дата звільнення |
| -------------------------- | ------------------------------------------------------------------ | ------------ | --------------- |
| Лещенкова Ольга Василівна  | Сільський голова , 1955 року народження, освіта, позапартійна      | 26.03.2006   | 31.10.2010      |
| Пантус Віталій Віталійович | Сільський голова , 1966 року народження, освіта вища, безпартійний | 31.10.2010   |                 |

Примітка: таблиця складена за даними джерела

## Історія
Створена 1923 року в складі с. Дворище, слободи Дворище та колонії Рогівка Кутузівської волості Житомирського повіту Волинської губернії. 12 січня 1924 року, відповідно до рішення Волинської ГАТК № 6/1 «Про зміни в межах округів, районів і сільрад», кол. Рогівка передано до складу новоствореної Солодирівської сільської ради Кутузівського району. У 1939 році слоб. Дворище приєднана до с. Дворище.
Станом на 1 вересня 1946 року сільська рада входила до складу Володарсько-Волинського району Житомирської області, на обліку в раді перебувало с. Дворище.
11 серпня 1954 року, внаслідок виконання указу Президії Верховної ради УРСР «Про укрупнення сільських рад по Житомирській області», до складу ради включено села Заздрівка, Рогівка та Солодирі ліквідованої Солодирівської сільської ради Володарсько-Волинського району.
На 1 січня 1972 року сільська рада входила до складу Володарсько-Волинського району Житомирської області, на обліку в раді перебували села Дворище, Заздрівка, Рогівка та Солодирі.
19 січня 1981 року, відповідно до рішення Житомирського облвиконкому «Про внесення змін в адміністративно-територіальний поділ окремих районів», с. Рогівка зняте з обліку населених пунктів.
Припинила існування 27 грудня 2016 року через об'єднання до складу Хорошівської селищної територіальної громади Хорошівського району Житомирської області.
Входила до складу Хорошівського (Кутузівського, Володарського, Володарсько-Волинського, 7.03.1923 р., 8.12.1966 р.) та Черняхівського (30.12.1962 р.) районів.